# Palais royaux suédois
| \| Stockholm Pavillon de Gustave III Palais royal de Stockholm Palais de Rosendal Palais de Drottningholm Pavillon Chinois \| Palais situés à Stockholm. |
| Stockholm Pavillon de Gustave III Palais royal de Stockholm Palais de Rosendal Palais de Drottningholm Pavillon Chinois                                  |

En Suède, plusieurs palais de la Couronne sont mis à la disposition de la famille royale : 
- le palais royal de Stockholm ;
- le palais de Drottningholm ;
- le pavillon Chinois ;
- le château de Gripsholm ;
- le pavillon de Gustave III ;
- le palais de Haga ;
- le palais de Rosendal ;
- le château de Rosersberg ;
- le palais de Strömsholm ;
- le palais de Tullgarn ;
- le palais d’Ulriksdal.

Les palais royaux appartiennent à l’État suédois, et sont mis à la disposition du monarque. Il existe aussi des résidences royales détenues à titre privé par des membres de la famille royale, comme le palais Solliden sur l’île d’Öland.